# Gunnar Wollin
Erik Gunnar Axelsson Wollin, född 2 december 1885 i Karlskrona, död 2 oktober 1976 i Stockholm, var en svensk apotekare.
Gunnar Wollin var son till majoren Axel Wilhelm Hjalmar Waldemar Wollin och Hedvig Marie-Louise ("Mi") Nordenskjöld. Han avlade mogenhetsexamen i Stockholm 1907 och tandläkarexamen 1916. Han hade assistent- och amanuensförordnanden i fysiologi vid Karolinska Institutet 1910–1913, var laborator i tandfyllningskonst vid Tandläkarinstitutet 1919–1925 och hade privat praktik i Stockholm 1916–1929. 1926–1936 var han chef för Stockholms tandläkareförenings polikliniker för mindre bemedlade samt 1934–1936 även föreståndare för polikliniken på Kungsholmen och sekreterare i polikliniknämnden. Wollin var 1936–1952 chefstandläkare för tandfyllningsavdelningen vid Eastmaninstitutet i Stockholm och 1937–1952 även direktör för institutet. Han företog vidsträckta studieresor inom Europa. I Svenska Tandläkaresällskapet var han sekreterare 1934–1940. Wollin publicerade en statistisk undersökning över tandvårdens inverkan på hälsotillståndet i tre folkskolor i Stockholm (1923) och iakttagelser angående "svårbehandlade" barn på Eastmaninstitutets tandfyllnadsavdelning (1940) med flera skrifter. Dessutom deltog han i utredningar bland annat rörande tilloppet till tandläkarbanan (1935) och folktandvården (1937).